# 亀島鉱二
亀島 鉱二（かめじま こうじ）は、日本の情報制御/システム工学者・経営システム工学者。工学博士（京都大学）。大阪工業大学名誉教授。システム制御情報学会2007評議員・第38回ストカスティックシステムシンポジウム(SSS2006)実行委員長。日本経営工学会関西支部研究部会元副主査。電気学会情報化におけるロボットシステム協同研究委員会1997-1999委員長。IEEE the 9th International Workshop on Robot and Human Interactive Communication (IEEE-ROMAN 2000) General Chair。     
専門は、情報制御工学/システム工学（ロボット制御・機械システム含む）、経営システム工学/生産システム工学。

## 略歴
1973年京都工芸繊維大学大学院工芸学研究科生産機械工学専攻修士課程修了。 のちに、京都大学大学院工学研究科にて工学博士（京都大学）。日立製作所中央研究所で、主に機械システム・情報制御システムの研究開発に従事。同社機械研究所主任研究員などを経て、1994年大阪工業大学工学部経営工学科（現：情報科学部データサイエンス学科）教授。1996年情報科学部情報メディア学科教授。2008年同学科学科長。2010年同大学学生部長を経て、2014年大阪工業大学名誉教授。
大阪工業大学（工学部・情報科学部）において20年の長きに渡り教鞭を執り、特に1996年新設の情報科学部で初期の情報工学と経営システム工学（特に生産システム工学）の融合、および情報制御工学（特にロボット制御）研究・育成に貢献した。
主な所属学会は、IEEE、SIAM、システム制御情報学会 、計測自動制御学会 、日本機械学会、日本ロボット学会 。主な受賞は、Best Paper Award of the 3rd International Conference on Education and Information Systems: Technologies and Applications (EISTA 2005)、Best Paper Award of the 10th World Multi-Conference on Systemics, Cybernetice and Informatics (WMSCI 2006)。   

## 主な研究
- 空調システムシミュレーションプログラムの開発
- 資源リサイクルおよび製品流通方法：生産システム工学
- 対話型作業環境同定のための知識完備化メカニズム：経営システム工学
- 協働情報システムに関する研究
- 再帰型画像処理機構を用いた移動ロボットの視覚誘導：ロボット制御工学
- 非線形分布定数系の確率的可制御性